# Régiment du Roi
Pour les articles homonymes, voir régiment du Roi (homonymie).
Le régiment du Roi est un régiment d’infanterie du royaume de France créé en 1663 devenu sous la Révolution le 105e régiment d'infanterie de ligne.

## Création et différentes dénominations
- 2 janvier 1663 : création du régiment du Roi
- janvier 1670 : incorporation au régiment de Lorraine, renommé régiment du Roi[pas clair]
- 28 janvier 1791 : licencié après l'Affaire de Nancy
- février 1791 : formation du 102e régiment d'infanterie de ligne à 2 bataillons avec les débris du régiment qui restés à Clermont-en-Argonne, avaient été dirigés sur Vitry-le-François
- 28 août 1791 : en raison de la création de 3 régiments d'infanterie de ligne créés avec les compagnies soldées de la garde nationale de Paris, provenant des Gardes Françaises le régiment est reculé de 3 rangs et devient 105e régiment d'infanterie de ligne

## Équipement

### Drapeaux
12 drapeaux à 3 par bataillon, dont un blanc colonel, « & croix blanche semée de fleurs de lys d’or », et 11 drapeaux d’ordonnance « rouges & verts par opposition, & croix blanches semées de fleurs de lys d’or ».

Drapeaux du régiment du Roi
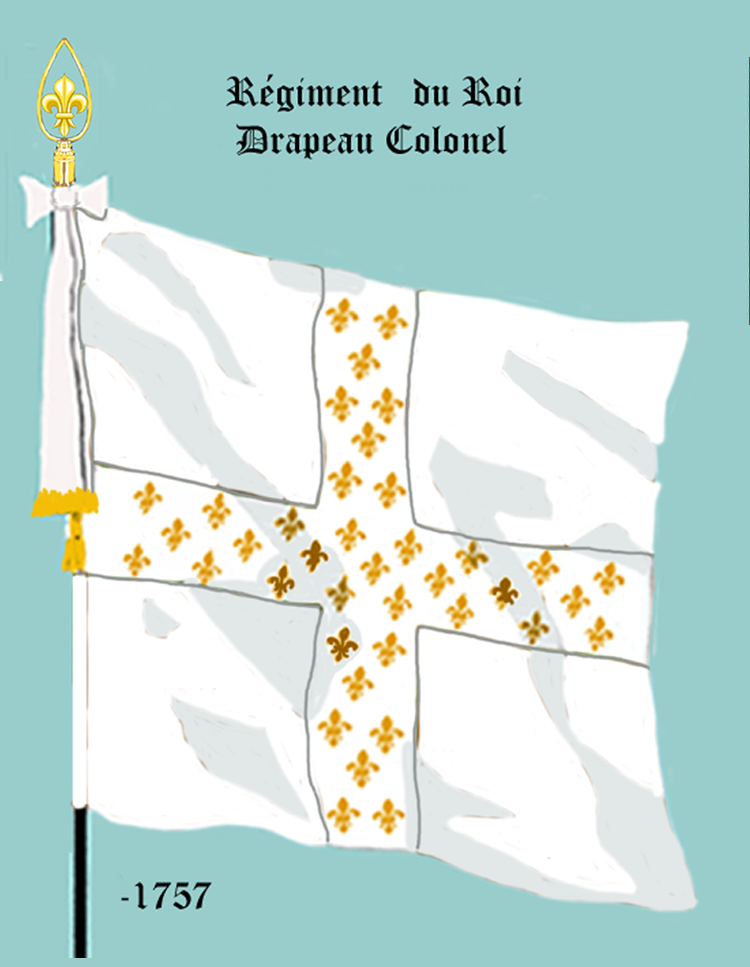
drapeau colonel de 1663 à 1757
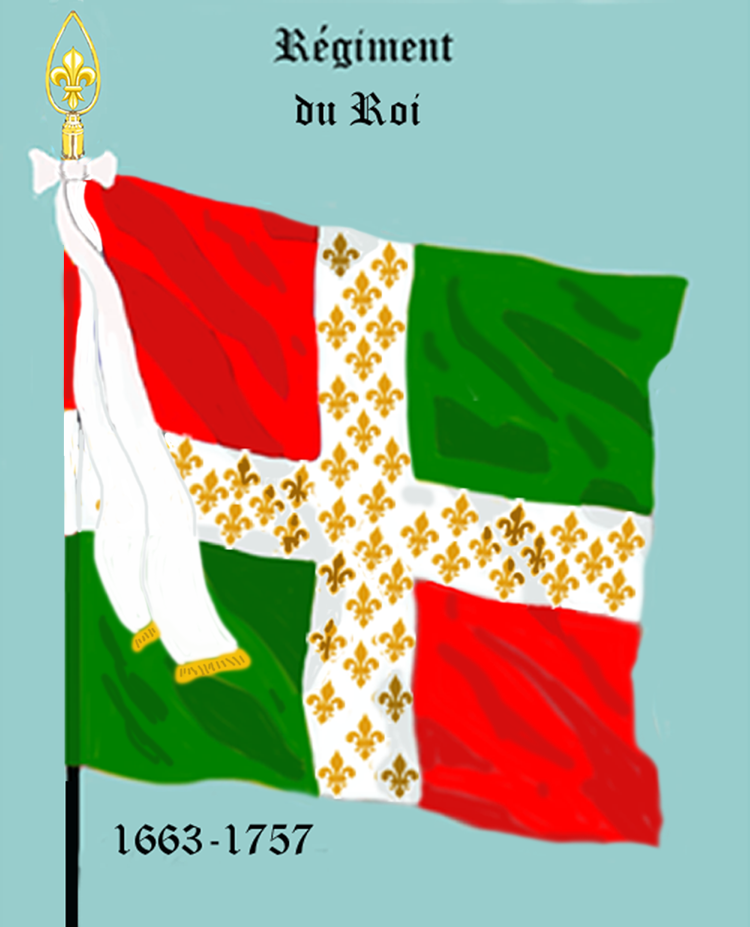
drapeau d’ordonnance de 1663 à 1757
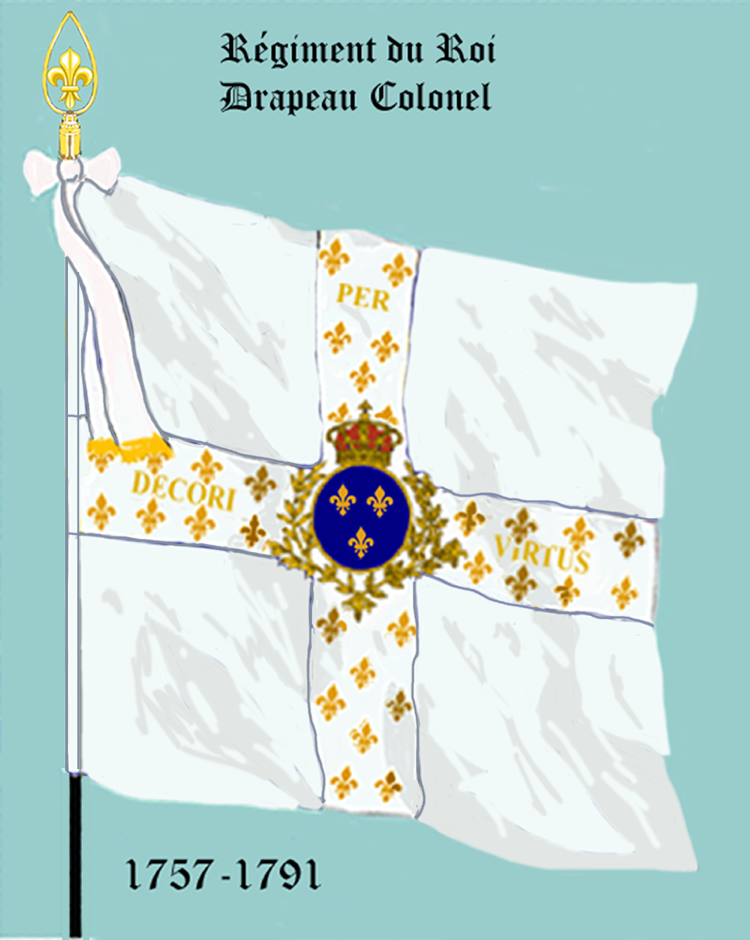
drapeau colonel de 1757 à 1791
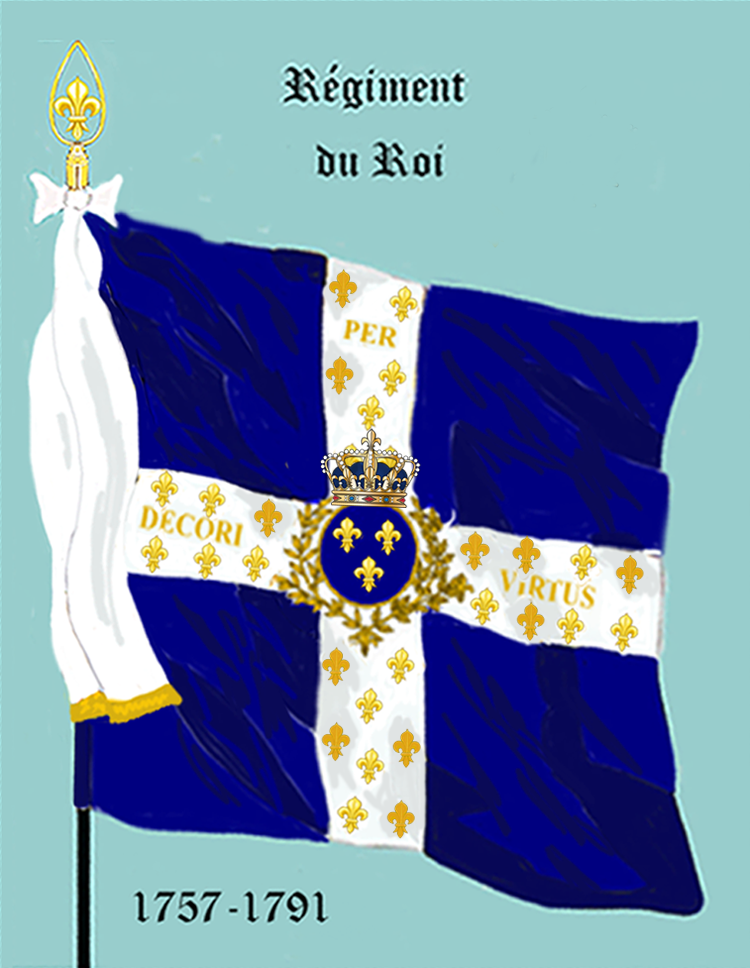
drapeau d’ordonnance de 1757 à 1791

### Habillement

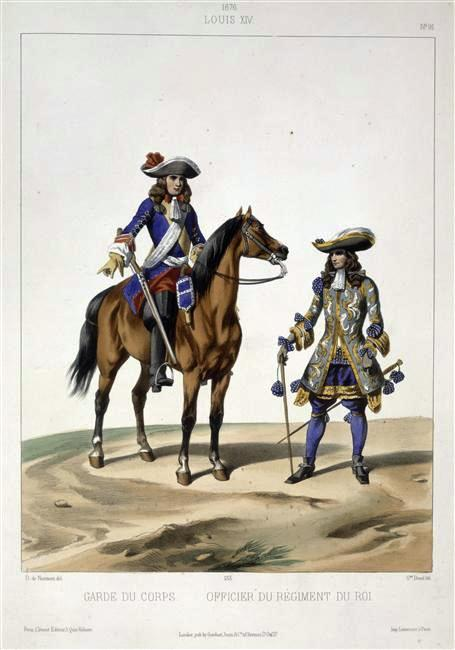
Officier du régiment du Roi (à droite)
Costumes militaires français depuis l’organisation des premières troupes régulières en 1439 jusqu'en 1789 (planche 91), d’Alfred de Marbot et de Dunoyer de Noirmont, Clément Éditeur, Paris.

Uniformes
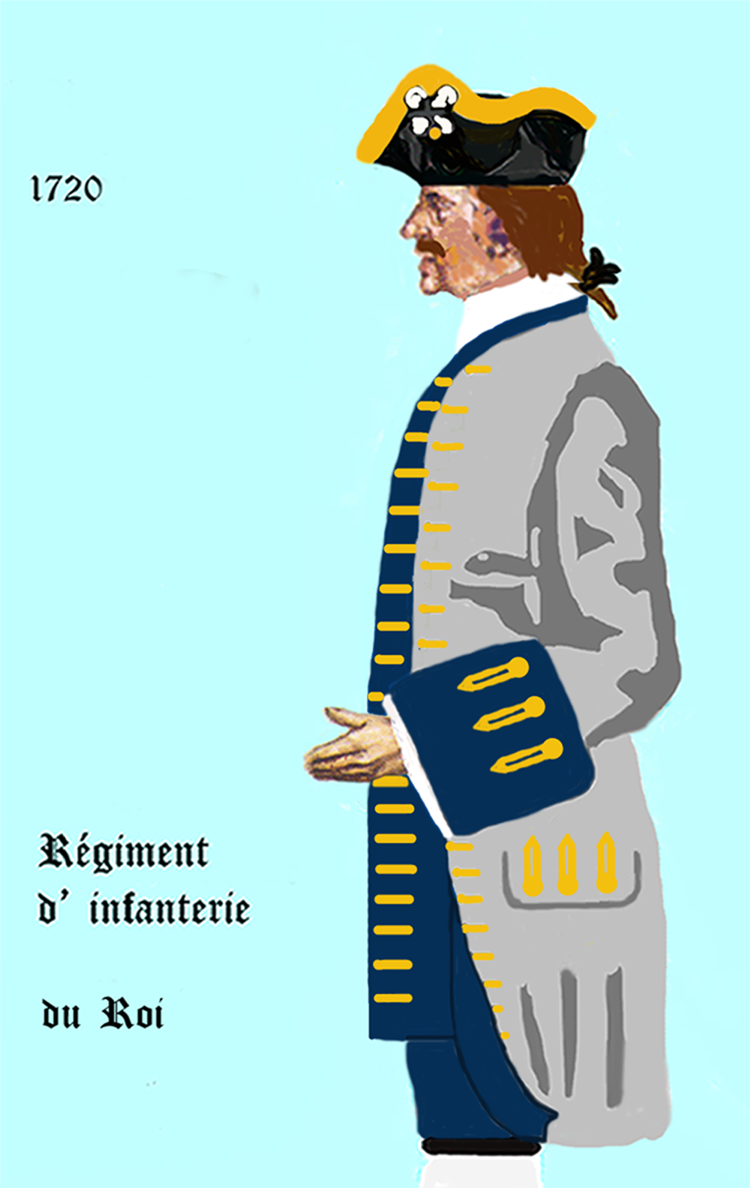
régiment du Roi de 1720 à 1734
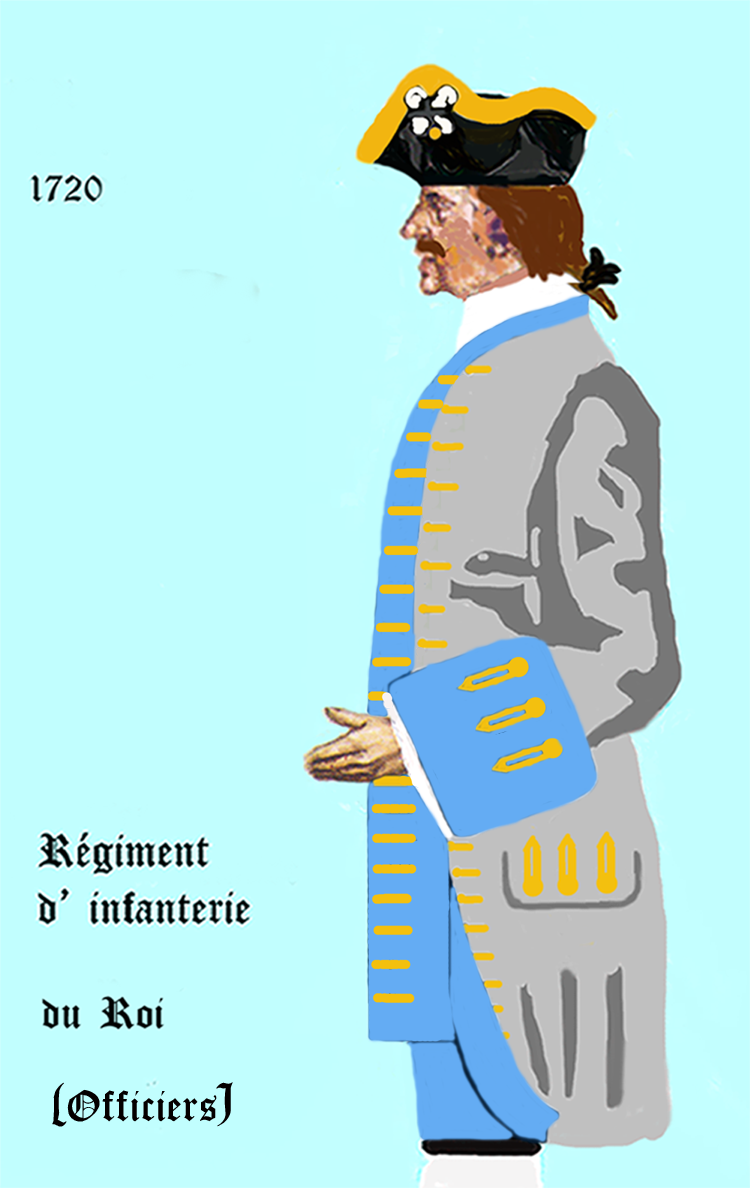
officier du régiment du Roi de 1720 à 1734
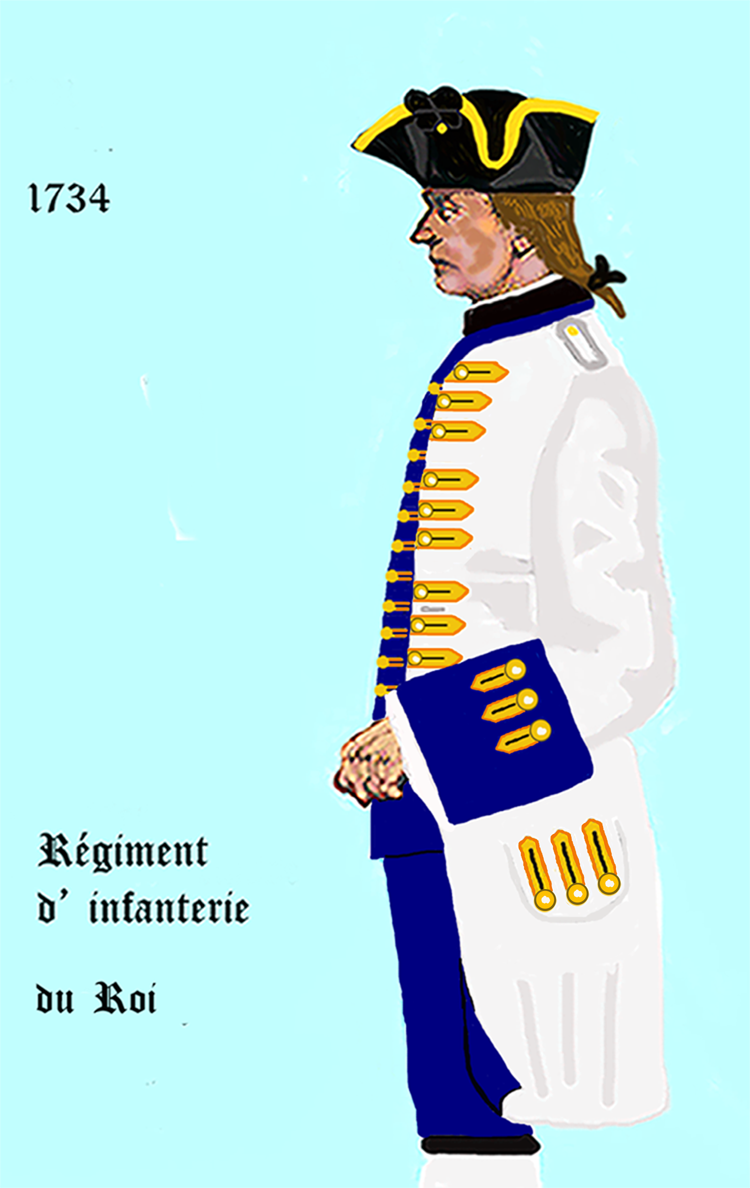
régiment du Roi de 1734 à 1757

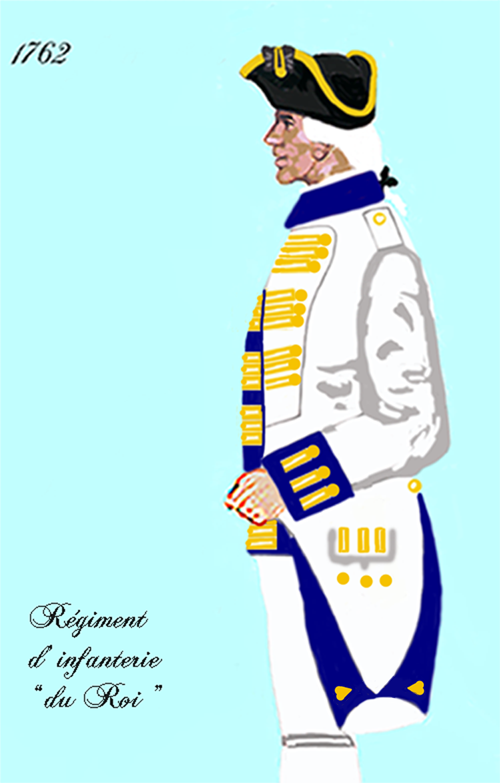
régiment du Roi de 1762 à 1776
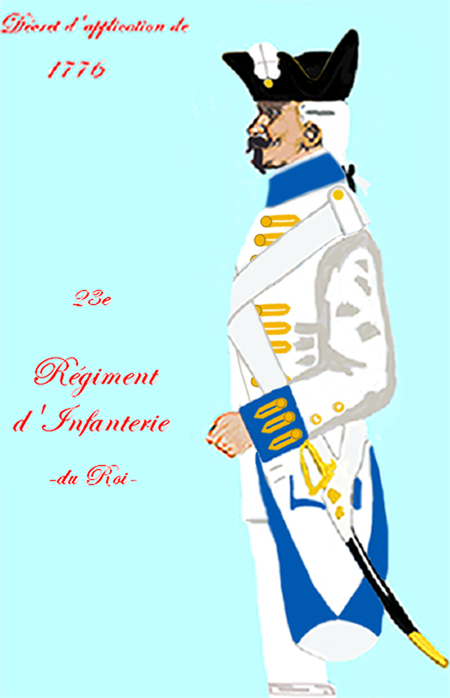
régiment du Roi de 1776 à 1779
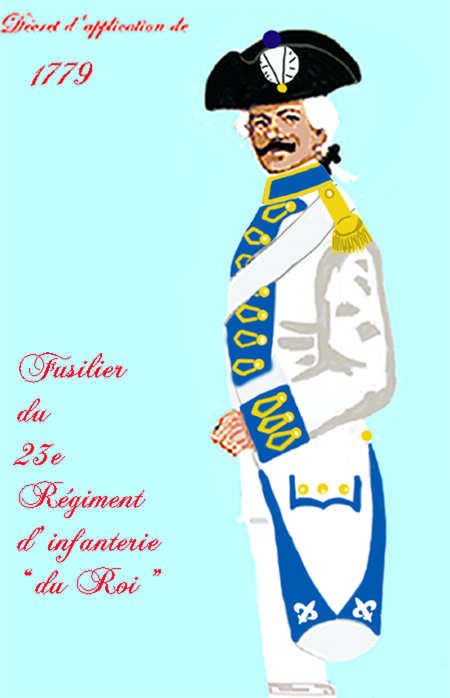
régiment du Roi de 1779 à 1791

## Historique

### Colonels et mestres de camp
- janvier 1663 : Philippe de Courcelles, marquis de Dangeau
- 1667 : Philippe Mancini, duc de Nevers
- 7 septembre 1670 : Jean de Martinet, brigadier le 27 mars 1668, maréchal de camp le 15 avril 1672, † 21 juin 1672
- 26 juin 1672 : François de Tourvoyé, comte de Montberon, mestre de camp de cavalerie le 26 mars 1668, brigadier le 19 août 1669, maréchal de camp le 18 mai 1674, lieutenant-général le 25 février 1677, † 16 mars 1708
- 6 janvier 1676 : René de Becdelièvre, marquis puis comte de Saint-Georges, brigadier le 24 février 1676, † 14 août 1678 à la bataille de Saint-Denis
- 29 avril 1678 : Gaston Jean-Baptiste de Mornay, chevalier puis comte de Montchevreuil, brigadier le 30 mars 1683, maréchal de camp le 24 août 1688, lieutenant-général le 30 mars 1693, † 29 juillet 1693
- 4 avril 1693 : Louis Charles d’Hautefort, marquis de Surville, brigadier le 30 mars 1693, maréchal de camp le 3 janvier 1696, lieutenant-général le 23 décembre 1702, † 19 décembre 1721
- 6 janvier 1706 : Louis Prévost, marquis du Barail, maréchal de camp le 24 janvier 1711, lieutenant-général le 30 mars 1720, † novembre 1734
- 26 janvier 1711 : Louis Armand de Brichanteau, marquis de Nangis, maréchal de France en 1741
- 16 décembre 1719 : Hubert de Courtalvert, marquis de Pezé, brigadier le 20 juin 1720, maréchal de camp le 6 octobre 1733, lieutenant-général le 1er août 1734, † le 23 novembre 1734 des blessures reçues lors de la bataille de Guastalla
- 15 janvier 1735 : Louis Antoine de Gontaut, duc de Biron, maréchal de France en 1787
- 26 mai 1745 : Claude Louis François de Régnier, comte de Guerchy
- 16 octobre 1767 : Louis Marie Florent, comte du Châtelet, brigadier le 9 août 1757, maréchal de camp le 20 février 1761, † 13 décembre 1793
- 10 février 1791 : François Nicolas Junot d’Attilly
- 27 mai 1792 : Jean François Antoine de Stack
- 4 septembre 1792 : Louis Pierre Le Royer de Chantepie
- 23 novembre 1792 : Louis Gabriel Pierre Anne Paul Augustin Armand Levasseur

### Composition
Dans sa réforme et réorganisation de la Maison militaire du roi de France, Louis XIII créa ce régiment dont il se gardait le commandement. Il se composait initialement de 20 compagnies de 59 soldats ; il recrutait des nobles, des fils de capitaines ou officiers reconnus pour leur service, ou morts en service. Ils entraient entre 15 et 20 ans à titre de cadet-gentilhomme pour y faire leur instruction et au bout de deux années devenaient enseigne ou lieutenant. Il y avait aussi une formation de médecins majors et l'un des plus éminents fut René-Jacques Croissant de Garengeot (1688-1749).

### Campagnes et batailles
- Guerre de Succession d'Espagne

15 novembre 1703: bataille de Spire
En 1741 participe à la campagne de Bohême sous le commandement du maréchal de Broglie puis sous le commandement  du maréchal de Noailles.
1760: Bataille de Corbach
Le 15 juillet 1761, écrasé par les décharges de l'artillerie ennemie à la bataille de Villinghausen il est relevé par le régiment de Flandre.
Lors de la réorganisation des corps d'infanterie français de 1762, le régiment conserve ses quatre bataillons.
L'ordonnance arrête également l'habillement et l'équipement du régiment comme suit :
Habit gris-blanc garni de neuf agréments aurores et autant de boutons jaunes, parements bleus avec trois agréments et boutons, veste bleue garnie de vingt agréments aurore et autant de boutons, poches garnies de cinq agréments et boutons, doublure de l'habit, bleue, celle de la veste en toile rousse, culotte de tricot blanc. Chapeau bordé d'or.
Lors des réorganisation des corps d'infanterie français du 26 avril 1775 et du 1er avril 1776 le régiment du Roi conserve ses 4 bataillons.
Le 1er bataillon du 105e régiment d’infanterie de ligne a fait les campagnes de 1792 et 1793 à l’armée de la Moselle, 1794 à l’armée du Rhin ; le 2e bataillon les campagnes de 1792 à 1794 à l’armée du Rhin.

### Quartiers
- Arras[1]
- Caen
- 12 mai 1783 : Nancy

## Mémoire et traditions

### Personnalités ayant servi au régiment
- Armand de Belsunce
- Louis de Biran de Goas, alors lieutenant
- Henri, marquis de Beringhen, entré au régiment du Roi à sa création en janvier 1663, premier colonel-lieutenant du régiment du Dauphin le 24 août 1671
- Michel Girardot (1759-1800)

### Sources et bibliographie
- M. Pinard, Chronologie historique-militaire, tomes 4, 5, 7 et 8, Paris, Claude Herissant, 1761, 1762, 1764 et 1778
- Louis Susane, Histoire de l'ancienne infanterie française, t. 4, 1851, p. 90 à 139